# Michail Lermontov

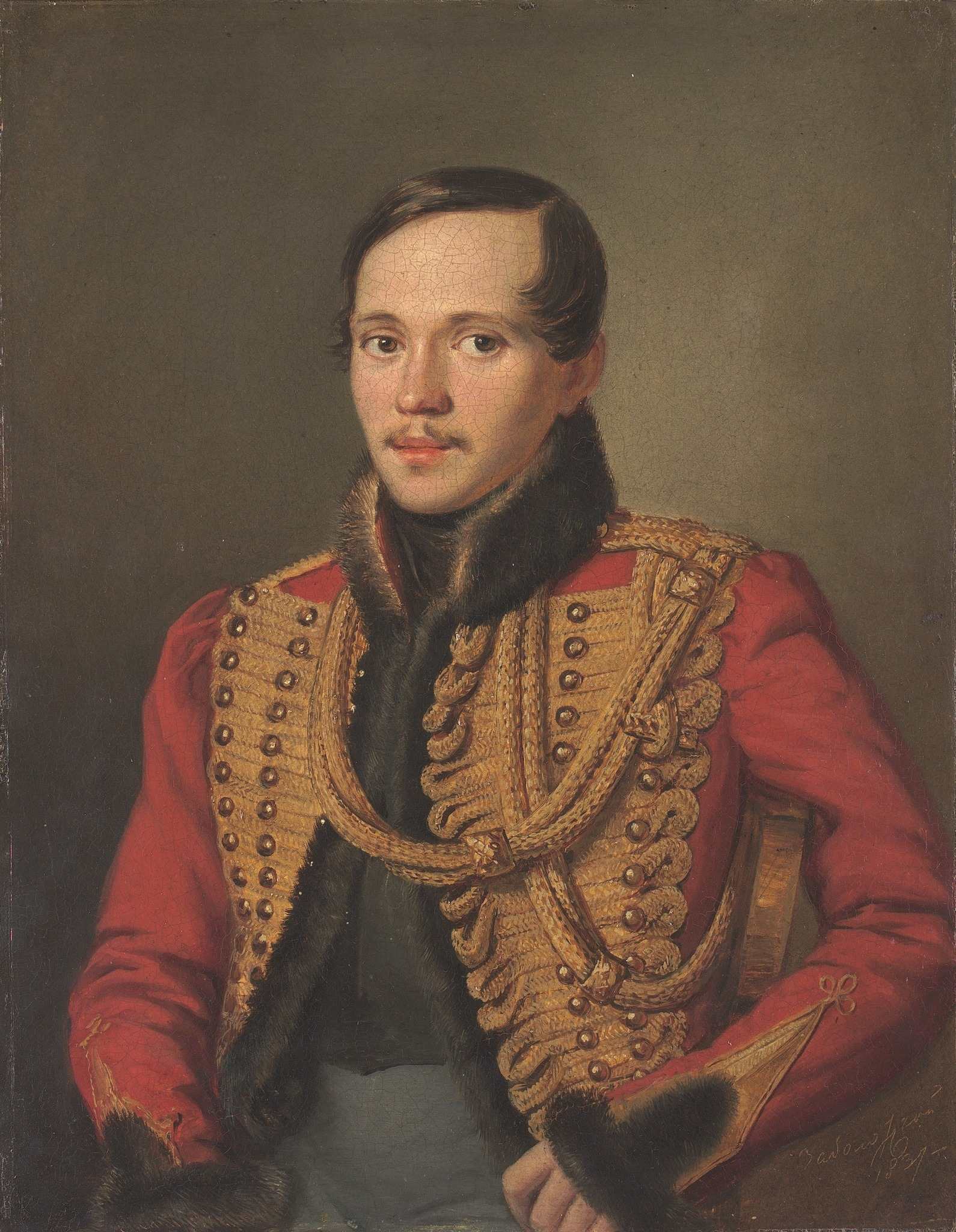
Michail Lermontov
(1837), Pjotr Zabolotski, Tretjakovgalerij

Michail Joerjevitsj Lermontov (Russisch: Михаи́л Ю́рьевич Ле́рмонтов) (Moskou, 15 oktober 1814 - Pjatigorsk, 27 juli 1841) was een Russische schrijver. Hij wordt in Rusland algemeen beschouwd als een van de grootste schrijvers van zijn generatie, naast Aleksandr Poesjkin en Nikolaj Gogol.

## Leven en werk
Omdat zijn moeder stierf toen Lermontov drie was, werd hij opgevoed door zijn grootmoeder. Hij was vaak ziek en verbleef daarom regelmatig in kuuroorden in de Kaukasus. In 1827 verhuisde Lermontov met zijn grootmoeder naar Moskou, waar hij gedichten begon te schrijven. Uit deze tijd stamt zijn bekende werk Gevangene van de Kaukasus (1828), waarvan de stijl sterk beïnvloed is door het werk van de Engelse schrijver Lord Byron.
In 1828 ging Lermontov naar de universiteit in Moskou, waar hij in contact kwam met onder anderen Alexander Herzen. Lermontovs werk in deze periode getuigt van zijn afkeer van de onderdrukking van het Russische volk door de tsaren. Hierdoor komt hij regelmatig in conflict met de autoriteiten; Lermontov was absoluut niet geliefd bij het hof.
Na een van deze conflicten verliet Lermontov de universiteit in 1832, en schreef zich in bij de militaire academie, daarmee de voetstappen van zijn vader, een voormalig legerkapitein, volgend.
In 1837 schreef Lermontov in reactie op de dood van Poesjkin het gedicht Dood van een dichter. Dit gedicht viel niet goed bij tsaar Nicolaas I, die hem verbande naar de Kaukasus. Geïnspireerd door zijn ervaringen, schreef Lermontov zijn meesterwerk, de roman Een held van onze tijd (1840), in Nederland verschenen als onderdeel van de Russische Bibliotheek. De Tsaar liet hem ook schrappen als Ridder in de Orde van Sint-Vladimir.

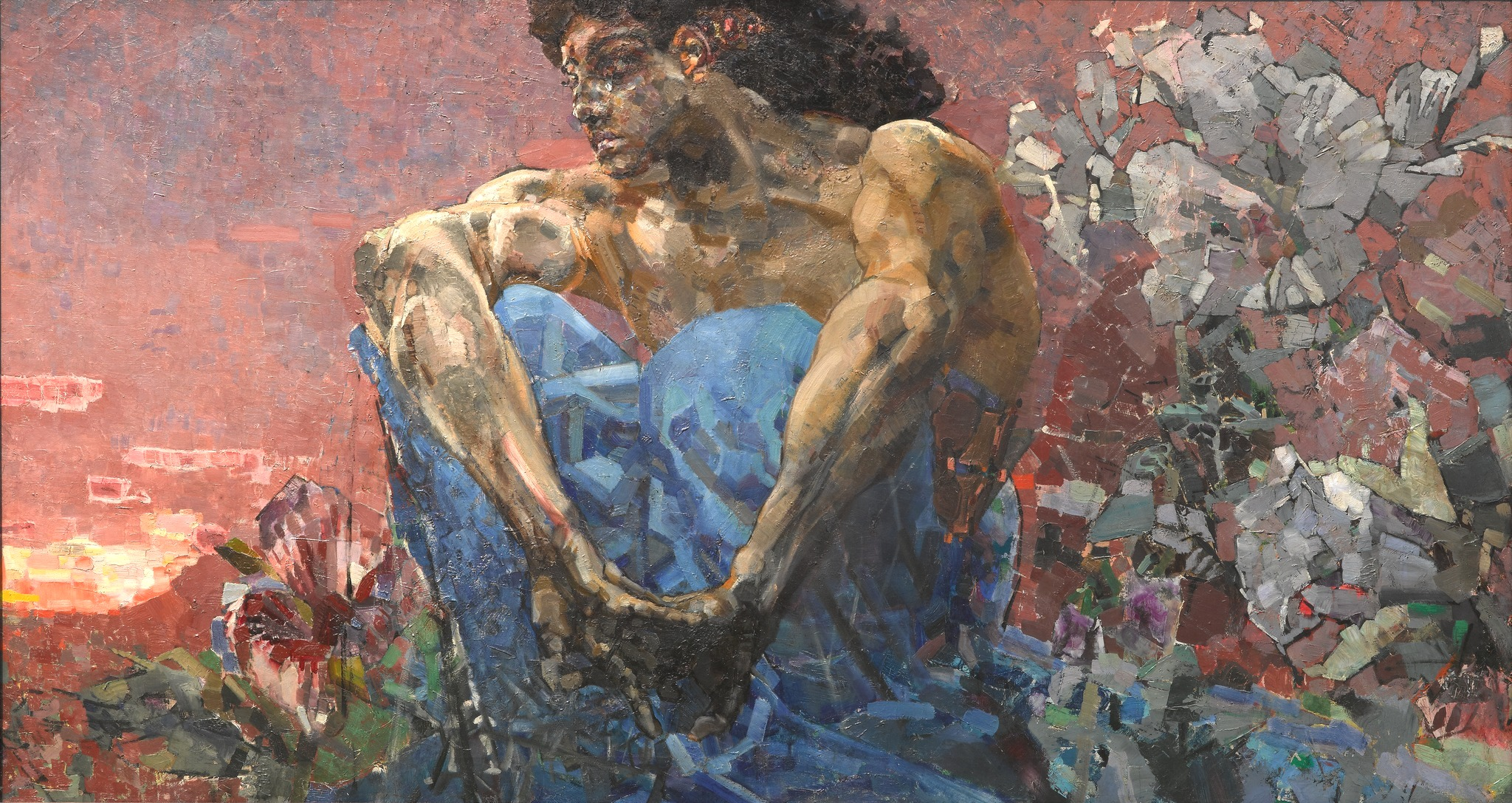
De Demon
(1890), Michail Vroebel, Tretjakovgalerij

Op voorspraak van zijn grootmoeder mocht Lermontov terugkeren naar Sint-Petersburg. Hier schreef hij het beroemde epische gedicht Demon, dat de inspiratie vormde voor een serie schilderijen van de bekende schilder Michail Vroebel. 
In februari 1840 werd Lermontov opnieuw verbannen omdat hij geduelleerd had met de zoon van de Franse ambassadeur in Sint-Petersburg. Terugkerend van verlof in februari 1841, verbleef hij enige maanden in het kuuroord Pjatigorsk. Daar kwam het weer tot een duel met zijn medeofficier N.S. Martynov. Omdat Lermontov dacht dat het duel niet serieus was, schoot hij in de lucht. Martynov daarentegen schoot raak, en Lermontov overleed aan zijn verwondingen, in navolging van zijn grote voorbeeld en voorganger Poesjkin. 
Sommigen beweren dat Martynov orders van het hof had om een duel uit te lokken, en zo Lermontov te doden. Het schijnt dat tsaar Nicolaas na op de hoogte gebracht te zijn van de dood van Lermontov gezegd heeft: "Zo is weer een hond gestorven".
Veel werken van Lermontov zijn in het Nederlands vertaald. De eerste vertaling dateert uit 1855 (Bela, of een held uit onze tijd). Lermontovs werk is ook in diverse bloemlezingen van Russische literatuur opgenomen.

## Publicaties (in Nederlandse vertaling)
- Michaïl Lermontov: Mtsyri en andere gedichten. Vert. door Nina Targan Mouravi. [Hoorn], Hoogland & Van Klaveren, 2024. ISBN 9789089673411
- Michail Lermontov: Ik wil leven, ik wil lijden. Gedichten. Vert. door Kees Jiskoot. Antwerpen, Uitgeverij Benerus, 2008. ISBN 978-90-806363-7-8
- M.J. Lermontow: Vorstin Ligowskaja. Vert. door Eva van Santen. (Russische Bibliotheek). (2e, verminderde, druk). Amsterdam, Van Oorschot, 1989. ISBN 90-282-0615-9. 1e druk in: M.J. Lermontow, A.I. Herzen, W.M. Garsjin, W.G. Korolenko: Werken. Amsterdam, Van Oorschot, 1972.
  - Michail Lermontov: De held van onze tijd. Vert. door Hans Boland. Groningen, Historische Uitgeverij,  1994. ISBN 90-6554-321-X (2e druk Muntinga 2010; 3e druk Rainbow 2019)
  - Michaïl Lermontow: Een held van onzen tijd. Vert. door Aleida Schot. Amsterdam, Wereldbibliotheek, 1939. Diverse herdrukken o.d.t. Een held van onze tijd (o.a. Amsterdam, Pandora, 2003: ISBN 90-254-1470-2 en Russische bibliotheek (1972, ISBN ISBN 9789028255098)
  - Michael Lermontof: Een held van onzen tijd. Vert. door Annie de Graaff. Amsterdam, Maas & Van Suchtelen, 1908. In 1945 uitg. als: Michaïl Joerjewitsj Lermontow: Een held van onzen tijd. Bew. door Karel Berg. Antwerpen,  Uitgeverij De Sleutel, 1945.
  - Lermontof: Bela, of Een held uit onzen tijd. Middelburg, 1855.
- M.J. Lermontov: Maskerade. Drama in vier bedrijven. Vert. door Eric de Haar. Amsterdam, Publiekstheater, 1984. ISBN 90-6403-087-1

Verhalen en novellen:
- M.J. Lermontov: 'Laman'. In: Dan spring ik in de Wolga. Russische liefdesverhalen van Poesjkin, Lermontov, Toergenjev, Leskov, Tsjechov . Vert. Wim Hartog. 2e dr. Amsterdam, De Arbeiderspers, 1993. ISBN 90-295-2879-6. (1e druk 1972 o.d.t. Liefdesverhalen).
- Klassieke Russische verhalen. Vert. door N. Obolonsky en E.B. Jas. Utrecht, Het Spectrum, 1965
- M.J. Lermontow: 'De fatalist'. In: Russische verhalen. Vert. door J. van der Eng. Utrecht, Antwerpen, Uitgeverij Het Spectrum, 1954. (2e dr. 1955)

- Bibsys: 90131790
- Biblioteca Nacional de España: XX999592
- Bibliothèque nationale de France: cb119125734 (data)
- Catàleg d'autoritats de noms i títols de Catalunya: 981058516204206706
- CiNii: DA00464136
- Digitale Bibliotheek voor de Nederlandse Letteren: lerm001
- Gemeinsame Normdatei: 11857194X
- International Standard Name Identifier: 0000 0001 2276 8078
- Library of Congress Control Number: n81032540
- Nationale Bibliotheek van Letland: 000027346
- MusicBrainz: cafc0f55-f2ca-4314-aa33-989b339152b0
- Bibliotheek van het Japanse parlement: 00447424
- Nationale Bibliotheek van Tsjechië: jn19990210374
- Nationale bibliotheek van Australië: 36193371
- Nationale Bibliotheek van Israël: 987007264578905171
- Nationale Bibliotheek van Polen: a0000001180530
- Nationale en Universitaire bibliotheek Zagreb: 000100750
- Nederlandse Thesaurus van Auteursnamen: 069821372
- Réseau des bibliothèques de Suisse occidentale: 02-A000104199
- Russische Staatsbibliotheek: 000083522
- Istituto Centrale per il Catalogo Unico: CFIV001145
- LIBRIS: 70923
- SNAC: w6417271
- Système universitaire de documentation: 028729579
- Trove: 1226962
- Union List of Artist Names: 500344061
- Virtual International Authority File: 14772733
- WorldCat: E39PBJp9yK6cJ7cpJQRVyDV3cP